# Альберто Рендо
Альберто Рендо (ісп. Alberto Rendo, нар. 3 січня 1940, Буенос-Айрес) — аргентинський футболіст, що грав на позиції півзахисника, зокрема, за клуби «Уракан» та «Сан-Лоренсо», а також національну збірну Аргентини. По завершенні ігрової кар'єри — тренер.

## Клубна кар'єра
У дорослому футболі дебютував 1959 року виступами за команду «Уракан», в якій провів шість сезонів, взявши участь у 83 матчах чемпіонату. 
1965 року перейшов до лав «Сан-Лоренсо», у складі якого провів п'ять сезонів своєї кар'єри. Був основним гравцем команди і допоміг їй виграти турнір Метрополітано національної першості 1968 року.
Протягом 1970—1971 років знову захищав кольори клубу «Уракан», а завершував ігрову кар'єру в Мексиці, де протягом 1972 року захищав кольори «Сантос Лагуна».

## Виступи за збірні
1960 року у складі олімпійської збірної Аргентини був учасником футбольного турніру на Олімпійських іграх 1960 року в Римі.
1964 року дебютував в офіційних матчах за національну збірну Аргентини. Того ж року став у її складі переможцем єдиного в історії розіграшу Кубка націй, де відзначився забитим голом у грі проти португальців.
Загалом протягом кар'єри у національній команді, яка тривала 6 років, провів у її формі 16 матчів, забивши 6 голів.

## Кар'єра тренера
Розпочав тренерську кар'єру невдовзі по завершенні кар'єри гравця, очоливши тренерський штаб клубу «Сан-Лоренсо», команду якого тренував протягом 1975 року.

## Титули і досягнення
- Володар Кубка націй (1):

Аргентина: 1964
- Чемпіон Аргентини (1):

«Сан-Лоренсо»: 1968 (Метрополітано)